# Soñadoras
Soñadoras es una telenovela juvenil mexicana producida por Emilio Larrosa para Televisa entre 1998 y 1999. Basada en una idea original del propio Emilio Larrosa, Rocío Taboada y Braulio Pedraza Loera, adaptada por Saúl Pérez Santana, Pedro Pablo Quintanilla y Alejandro Pohlenz.
Protagonizada por Alejandra Ávalos y Arturo Peniche como protagonistas adultos y Aracely Arámbula, Michelle Vieth, Angélica Vale, Laisha Wilkins, Irán Castillo, Arath de la Torre, Eduardo Verástegui, Diego Schoening, Jan y Kuno Becker como protagonistas juveniles, con las participaciones antagónicas del primer actor José Carlos Ruiz, Dulce, Carlos Cámara, Alejandro Aragón y Rudy Casanova y cuenta además con las actuaciones estelares de Ariel López Padilla, Raymundo Capetillo, Gustavo Rojo, Mariana Karr, Polo Ortín, Zoila Quiñones, Lupita Lara y Luis Couturier.

## Argumento
Jacqueline de la Peña es una joven estudiante que está enamorada de José Luis Dueñas, su profesor de literatura. Aunque Manuel, su compañero de clase, una joven apasionado por su automóvil también está enamorado de ella, pero ella no le corresponde. Jacqueline es amiga de Emilia y Lucía. Emilia sólo sueña con convertirse en una bailarina famosa. Su novio Gerardo tiene su propio sueño: él anhela llegar al primer lugar de popularidad con su banda de rock, "Peligro Inminente". Lucía, en tanto, es la más adinerada del grupo. Es una joven avergonzada de su ingenua y poco agraciada apariencia, que empieza a ser cortejada por Beto, un joven apuesto, pero hambriento de dinero. Julieta es amiga de Lucía, una chica pobre que finge ser rica. Como parte de su plan para escapar de la pobreza en que vive, ella entablará una relación con Carlos, un médico adinerado, pero mediocre y Benjamin "El Terco" es el mejor de amigo de Manuel quien sufre adicción a las drogas, quien está enamorado de Julieta pero ella no lo ama por ser pobre.
Pero el nexo entre el mundo de los jóvenes y el de los adultos, y también el mayor antagonista, será Eugenio de la Peña. Él es el padre de Jacqueline que, sin que su hija sepa, es un traficante de drogas muy reconocido y temido en el bajo mundo. Eugenio se enamora de Fernanda, una joven psicóloga que trabaja en una clínica de rehabilitación para drogadictos. A su vez, Fernanda conoce a José Luis y ambos se enamoran, pero Eugenio está obsesionado con hacer a Fernanda su esposa e intentará todo tipo de siniestras artimañas para lograr su propósito. Además, José Luis guarda un tenebroso secreto sobre su pasado que terminará complicando su relación con ella.

## Elenco
- Alejandra Ávalos - Fernanda Guzmán
- Arturo Peniche - José Luis Dueñas
- Ariel López Padilla - Enrique Bernal
- José Carlos Ruiz - Eugenio de la Peña
- Aracely Arámbula - Jacqueline de la Peña
- Michelle Vieth - Lucía de la Macorra / Adriana de la Macorra
- Angélica Vale - Julieta Ruiz Castañeda
- Laisha Wilkins - Emilia González
- Irán Castillo - Ana Linares
- Arath de la Torre - Adalberto "Beto" Roque
- Eduardo Verástegui - Manuel Vasconcelos Jr.
- Diego Schoening - Benjamín "El Terco" Soto
- Jan - Gerardo "Jerry" Rinalde
- Kuno Becker - Rubén Berreizábal
- Raymundo Capetillo - Horacio de la Macorra
- Lupita Lara - Viviana de De la Peña / Viviana de De la Macorra
- Gustavo Rojo - Alfredo Guzmán
- Alejandro Aragón - Carlos Muñoz
- Sylvia Eugenia Derbez - Rosa "Rosita" Ruiz Castañeda
- Mónica Dossetti - Vanessa
- Antonio Miguel - Director
- Anghel - Lupe Roque
- Teo Tapia - Manuel Vasconcelos
- Zoila Quiñones - Maite Castañeda de Ruiz
- Polo Ortín - Octavio Ruiz
- Mariana Karr - Nancy González
- Rudy Casanova - David "El Cubano"
- Samuel Gallegos - Armando Juárez
- Eduardo Rodríguez - Pancho
- Carlos Cámara - Federico Marconi
- Sergio DeFassio - Pedro Roque
- Shirley - Sandra
- Roberto Tello - Victorio
- Dulce - Antonia de De la Macorra
- Sergio Acosta - Ricardo Linares
- Mónica Prado - Mamá de Benjamín
- Jorge Becerril - Medusas
- Ramón Valdez Urtiz - Rodolfo
- Ana Luisa Peluffo - Kika
- Renato Bartilotti - Gabriel
- Luis Couturier - Artemio Berraizábal
- Mané Macedo - Irene
- Francisco Rosell - Leonardo
- Gabriela Tavela - Leticia
- Miguel Ángel Biaggio - Adolfo
- Jessica Segura - María
- Manola Diez - Victoria
- Ana Hally - Tulita
- Alberto Loztin - Ojinaga
- Salvador Garcini - Guajolote
- Rodrigo Ruiz - Tommy
- Christian Ruiz - Rodrigo
- Alejandro de la Madrid
- Mercedes Vaughan - Soledad
- Alejandro Villeli - Fantasma del director
- Mauricio Barcelata - Germán
- José Luis Cordero - Ismael
- Silvia Valdez - Dorotea Berraizábal
- Carlos Miguel - Miguel
- Serrana - Maestra Patricia
- Miguel Serros - Gonzalo Cifuentes
- Rubén Aguirre - Albertano Dueñas
- Ricardo Silva - Gregorio
- Claudia Troyo - Amiga de Rubén
- Alfonso Kaffiti - Dueño de zapatería
- María Luisa Coronel - Nana de Manuel
- Gerardo Campbell - Dueño de la tienda de abarrotes
- Roger Cudney - Dr. Wilkins
- Sheyla - Carmelita
- Irina Areu - Madre falsa de Julieta
- Enrique Hildalgo - Padre falso de Julieta
- Omar Ayala - Pistolero
- Edder Eloriaga - El Pirulí
- Lina Durán - Mamá de Gerardo
- César Balcázar
- Juan Carlos Casasola
- Horacio Castelo
- Juanjo Corchado
- Maricela Fernández
- Norma Munguía
- Salim Rubiales
- Carlos González
- Virgilio García
- Juan Carlos Nava
- Jorge Robles
- Adriana Rojo
- Mauricio Rubí
- Arturo Farfán
- Ludivina Olivas

## Equipo de producción
- Idea original: Emilio Larrosa, Rocío Taboada, Braulio Pedraza Loera
- Libreto: Saúl Pérez Santana, Pedro Pablo Quintanilla, Alejandro Pohlenz
- Edición literaria: Salvador Fernández
- Tema musical: Soñadoras
- Autores: Eduardo Posada, José Llado, Minerva Pérez
- Intérprete: Sentidos Opuestos
- Escenografía: José Luis Gómez Alegría
- Ambientación: Guadalupe Frías
- Diseño de vestuario: Maribel González, Keyla Bolaños Nazario, Martha Betancourt, Diana Ávila, Pamela García
- Diseño de imagen: Televisa San Ángel
- Dirección de arte: Ignacio Lebrija
- Musicalizador: José de Jesús Ramírez
- Editores: Adrián Frutos Maza, Juan Carlos Frutos
- Realizadores video clips: José Dossetti, Gerardo Gómez Lapena
- Productor video clips: Francisco G. Mendoza
- Jefe de locaciones: Armando Rodríguez
- Coordinación de locación: Sergio Sánchez
- Coordinación de producción: Héctor Villegas, Juan Carlos Campa
- Coordinación administrativa: Elizabeth Olivares
- Coordinación artística: Rodrigo Ruiz
- Gerente de producción: Lourdes Salgado
- Productor asociado: Arturo Pedraza Loera
- Dirección de cámaras en foro: Jorge Miguel Valdés
- Dirección de cámaras en locación: Luis Monroy
- Director de escena en locación: José Ángel García
- Director de escena: Salvador Garcini
- Productor: Emilio Larrosa

## Premios y nominaciones

### Premios TVyNovelas 1999
| Categoría                  | Nominado(a)       | Resultado |
| -------------------------- | ----------------- | --------- |
| Mejor primer actor         | José Carlos Ruiz  | Ganador   |
| Mejor revelación femenina  | Aracely Arámbula  | Nominada  |
| Mejor revelación masculina | Arath de la Torre | Nominado  |
| Mejor debutante del año    | Laisha Wilkins    | Nominada  |

## Comercialización en formatos caseros
- El Grupo Televisa lanza a la venta en formato DVD sus novelas.[1]